# Catopsis delicatula
Catopsis delicatula är en gräsväxtart som beskrevs av Lyman Bradford Smith. Catopsis delicatula ingår i släktet Catopsis och familjen Bromeliaceae. Inga underarter finns listade i Catalogue of Life.